# Zdeněk Hřib
Zdeněk Hřib (ur. 21 maja 1981 w Slavičínie) – czeski polityk, menedżer i samorządowiec, w latach 2018–2023 prezydent Pragi, od 2024 lider Czeskiej Partii Piratów.

## Życiorys
Pochodzi z rodziny architektów. Absolwent studiów medycznych na Uniwersytecie Karola w Pradze (2006), nie wykonywał jednak wyuczonego zawodu. Pracował jako specjalista w branży IT, kierował działem informatycznym w państwowym urzędzie kontroli produktów leczniczych. W latach 2008–2018 był konsultantem w przedsiębiorstwie Aquasoft, zajmując się m.in. projektem wprowadzenia recept elektronicznych. Pełnił też funkcję dyrektora instytutu badawczego specjalizującego się w problematyce badań, edukacji i zarządzania w służbie zdrowia.
Od 2013 związany z Czeską Partią Piratów. W 2018 otwierał listę kandydatów partii do praskiej rady miasta, uzyskując mandat radnego. Jego ugrupowanie podpisało porozumienie z lokalną formacją Praha sobě oraz z sojuszem partii centroprawicowych (m.in. STAN i TOP 09). 15 listopada 2018 Zdeněk Hřib z poparciem koalicjantów został wybrany na nowego prezydenta Pragi.
W wyborach z 2022 utrzymał mandat radnego Pragi. W związku z niemożnością wyłonienia nowej większości w radzie kontynuował pełnienie funkcji prezydenta w kolejnych miesiącach. Zakończył urzędowanie w lutym 2023, kiedy to na czele miejskie administracji stanął Bohuslav Svoboda. W listopadzie 2024 został wybrany na nowego lidera Piratów.